# Landesgartenschau Bayreuth 2016

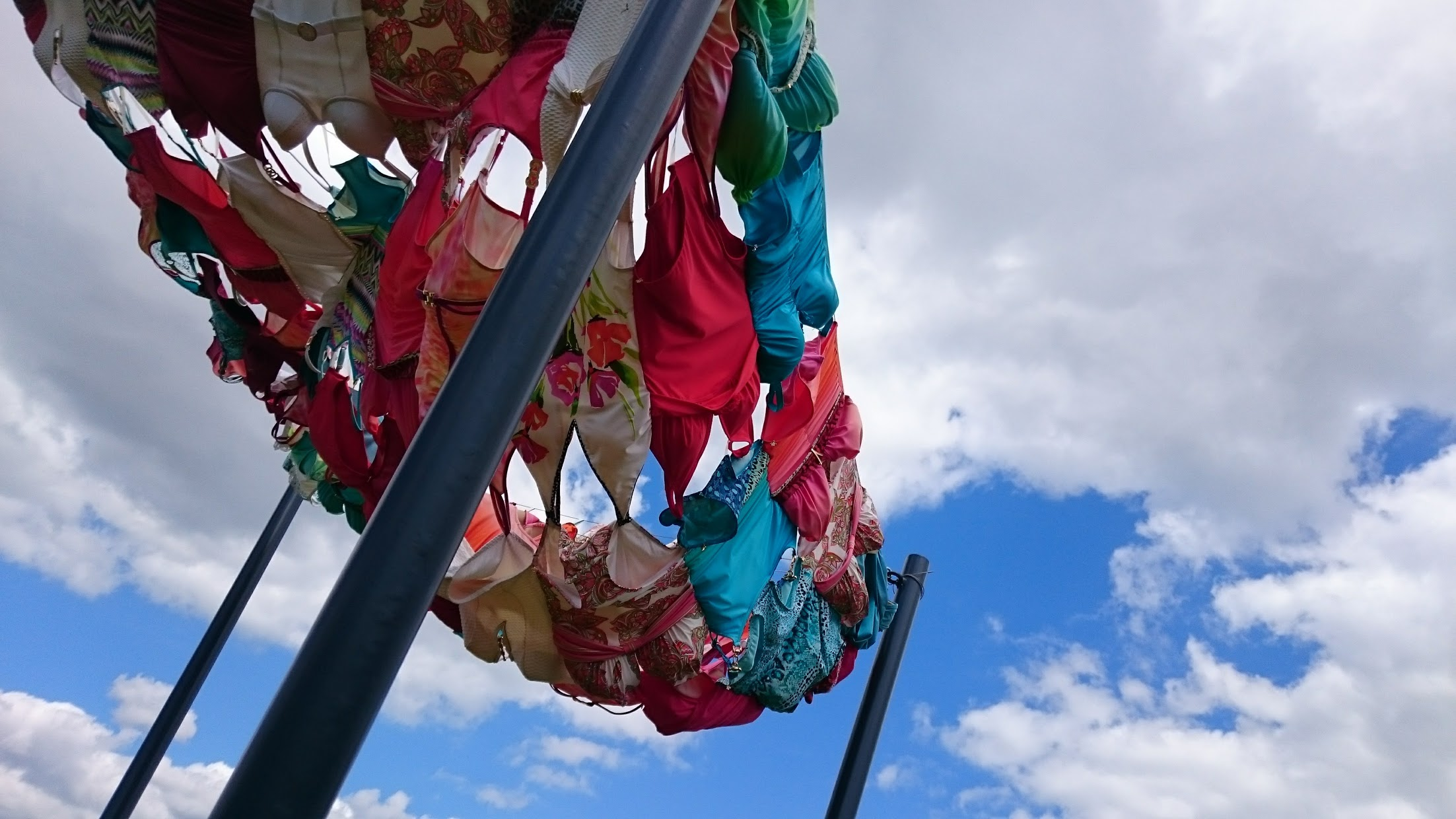
Kunstobjekt Sonnensegel (2016)

Die Landesgartenschau Bayreuth 2016 in der oberfränkischen Stadt Bayreuth war eine bayerische Landesgartenschau vom 22. April bis zum 9. Oktober 2016 unter dem Motto „Musik für die Augen“. Mit dem Roten Main als Mittelpunkt wurden in der Oberen Au am Stadtteil Hammerstatt eine neue Parkanlage und ein Naherholungsgebiet, nun als Wilhelminenaue bezeichnet, geschaffen.

## Ausstellungsbereiche

### Wilhelminenaue
Die nach der Markgräfin Wilhelmine (1709–1758) genannte Wilhelminenaue am östlichen Stadtrand bildete den Hauptteil des Ausstellungsgeländes. Es verband den Stadtteil Sankt Georgen und den Park Eremitage mit dem Festplatz und der Innenstadt unter anderem mit vier verschiedenen Gartenräumen und dem Hammerstätter See.

### Roter Main
Für die Landesgartenschau wurde der Rote Main auf einer Länge von 1,2 km renaturiert.

### Hammerstätter See
Der zwei Hektar große Hammerstätter See wurde künstlich angelegt und hat eine maximale Tiefe von 2,8 m. An ihm befindet sich eine Seebühne.

## Begleitende Attraktionen
Die Landesgartenschau bewarb Ausflugsziele der unmittelbaren Umgebung:
- Hofgarten Bayreuth
- Ökologisch-Botanischer Garten der Universität Bayreuth
- Eremitage
- Schloss Fantaisie
- Baille-Maille-Lindenallee in Himmelkron
- Freilandmuseum Grassemann
- Wildpark Waldhaus Mehlmeisel
- Kräuterdorf Nagel
- Felsengarten Sanspareil
- Fränkische Schweiz-Museum Tücherfeld

## Kosten
Für die Landesgartenschau fielen insgesamt 10,5 Millionen Euro an Baukosten an. Für die Durchführung wurden weiterhin 9,2 Millionen Euro eingeplant, wovon ein Großteil durch Einnahmen gedeckt werden sollte. Gefördert wurde die Gartenschau mit 2,88 Millionen Euro aus EU-Mitteln (EFRE-Programm „IWB Bayern 2014–2020“), mit ebenfalls 2,88 Millionen Euro durch das Bayerische Staatsministerium für Umwelt und Verbraucherschutz und mit 175.000 Euro durch das Bayerische Staatsministerium für Ernährung, Landwirtschaft und Forsten.